# Al-Bassah
Al-Bassah (tiếng Ả Rập: البصة) là một thị trấn ở phía tây bắc Syria, một phần hành chính của Tỉnh Latakia, nằm ở phía nam Latakia. Các địa phương gần đó bao gồm Baksa và Sqoubin ở phía bắc, Hanadi và Fideo ở phía đông và Bustan al-Basha ở phía nam. Theo Cục Thống kê Trung ương Syria, al-Bassah có dân số 4.369 trong cuộc điều tra dân số năm 2004. Cư dân của nó chủ yếu là Alawites.